# 武田信実
武田 信実（たけだ のぶざね）は、戦国時代の武将。若狭国守護・武田元光の子。武田光和の養子。国人領主としての安芸武田氏9代（最後の）当主。足利義輝の御供衆。

## 生涯

### 安芸武田氏当主
幼少の頃は僧侶となる予定で栖雲寺に入っていたとされる。
天文9年（1540年）6月に安芸武田氏当主・武田光和が急死すると、安芸分郡守護である若狭武田氏から迎えられ、その養子として安芸武田氏の当主となる。羽賀寺（福井県小浜市）に残る『羽賀寺年中行事』によると、光和の死後に出雲国からの使者が若狭に来て信実の安芸武田氏の継承を要請した旨が記されており、安芸武田氏には少なからず尼子氏の影響があったと考えられている。
信実は光和の跡を継いで安芸武田氏9代当主となったものの、重臣間では周防国の大名大内氏との講和についての意見対立が起きており、ついには品川一党が香川氏の居城八木城を攻撃する内紛が生じた。しかし、安芸平賀氏・熊谷氏らが香川氏に援軍を出すとの報に接した品川一党は退却。大混乱をきたした武田氏家臣は佐東銀山城を捨てて逃亡。事態の急変に対して何の手を打つことができなかった信実も、佐東銀山城を捨て、出雲に逃亡した。
天文9年（1540年）9月、尼子詮久（晴久）が毛利元就討伐のため安芸に出陣。詮久に安芸武田氏復興の援助を求めた信実は、兵2,000を率いる牛尾幸清と共に、佐東銀山城に帰城する。しかし、尼子詮久の郡山城攻略は遅々として進まず、11月には、信実も毛利軍の国司元相勢と戦うが敗北している。翌天文10年（1541年）、陶隆房率いる大内氏の援軍と毛利方の反撃により、詮久は無残な退却を強いられることとなる（吉田郡山城の戦い）。尼子氏の敗北により、再び佐東銀山城が孤立すると、信実はまたもや城を捨てて牛尾幸清と共に出雲へ逃亡し、以後安芸に戻ることはなかった。城兵の多くも逃亡する一方で、佐東銀山城には安芸武田氏の一族の武田信重が300余の兵と共に籠城していたが、元就の攻撃により遂に落城（佐東銀山城の戦い）。これにより領主としての安芸武田氏は終焉を迎える。

### 室町幕府御供衆
その後の信実は弘治元年10月6日（1555年10月21日）に出雲で逝去したとされていた。ところが、近年の研究では室町幕府の幕臣の名簿である「永禄六年諸役人附」に登場する「武田刑部大輔信実」が信実のその後の姿であったとされている。この信実は若狭国を本拠とする奉公衆の本郷信富と親交が深く、足利義昭の将軍就任後に信富の身上について執り成したり、彼から武家故実の指導を受けていたことが知られる。尊経閣文庫に所蔵されている『両家聞書』は信実の著作とされ、紙背文書には彼や若狭武田氏の一族・家臣からの書状などが用いられている。皮肉にも足利義昭が織田信長によって京都から追放されると、義昭に同行する形でかつての敵である毛利氏を頼ることになり、天正5年（1577年）に足利義昭が熊谷信直に充てた御教書に登場する「信実」が武田信実に比定できるのが、記録上の最後となっており、間もなく没したと推定されている。

## 備考
なお、光和の庶子であったために生き残った武田小三郎（後の武田宗慶）は毛利氏に従っている。佐東銀山城に戻ることはなかったが、毛利氏の周防移封に伴って、周防武田氏と名乗るようになった。また、後代には、安芸武田氏の血を受け継ぐ（武田信重の子、もしくは武田元繁の女婿伴繁清の息子とも）安国寺恵瓊が毛利氏の外交僧として活躍している。